# 14 de enero
El 14 de enero es el 14.º (decimocuarto) día del año del calendario gregoriano.
Quedan 351 días para finalizar el año y 352 en los años bisiestos.

## Acontecimientos
- 574 (o 575): en Gansu (centro de China) se registra un terremoto de 5,5 grados de la escala sismológica de Richter y una magnitud de 7 grados.
- 1236: el rey Enrique III de Inglaterra se casa con Leonor de Provenza.
- 1466: entre Salerno y Potenza (Italia) a las 21:00 (hora local) sucede un terremoto de 4,6 grados de la escala de Richter, que destruye la mayoría de las viviendas (en esa época, de adobe) a decenas de kilómetros a la redonda.
- 1506: en Roma, se descubre la famosa escultura de la Antigua Grecia clásica Laocoonte y sus hijos.
- 1514: en España, Fernando el Católico, regente del Reino, emite una real cédula autorizando el matrimonio de varones españoles con mujeres indígenas.[cita requerida]
- 1526: se firma el Tratado de Madrid, entre Francisco I de Francia y Carlos I de España, tras la batalla de Pavía.
- 1601: en Roma, la iglesia realiza la quema de los libros hebreos.
- 1668: en Azerbaiyán, a 140 km al oeste de la costa del mar Caspio, y 40 km al sur de la actual frontera con Rusia, un terremoto de 7,8 grados en la escala sismológica de Richter (con epicentro a 40 km de profundidad) destruye todas las localidades a la redonda, dejando un saldo de 80 000 muertos.
- 1696: los jueces de los juicios a las brujas de Salem realizan la confesión oficial de los errores y asesinatos cometidos durante los mismos.
- 1739: España e Inglaterra firman el Convenio de El Pardo, que establece las bases del comercio en las colonias estadounidenses.
- 1761: se libra la tercera batalla de Panipat en la India entre los afganos bajo Ahmad Shah Durrani y los marathas.
- 1784: el Congreso de la Confederación ratifica el Tratado de París con Gran Bretaña, finalizando formalmente la guerra de Independencia de Estados Unidos.
- 1807: en Argentina, tropas inglesas del navío Diadema, fondeado en Montevideo, piden al virrey Rafael de Sobremonte la rendición de Buenos Aires (segunda invasión inglesa). Serán repelidos.
- 1809: Inglaterra y España firman una alianza para luchar conjuntamente contra Napoleón Bonaparte, cuyos ejércitos habían invadido España.
- 1809: finaliza la Guerra anglo-española (1804-1809).
- 1812: en España, las Cortes de Cádiz decretan la supresión de la horca.
- 1814: en el Tratado de Kiel, Dinamarca cede Noruega a Suecia y ésta renuncia a la región de Pomerania en favor de Dinamarca.
- 1822: durante la guerra de Independencia de Grecia, Acrocorinto es capturado por Theodoros Kolokotronis y Dimitrios Ipsilantis.
- 1826: en Chile se libra la batalla de San Carlos de Chiloé, en la que las fuerzas chilenas derrotan a las realistas. Tiene como resultado que los ejércitos españoles se retiren definitivamente de Chile.
- 1851: en España, Juan Bravo Murillo es encargado por la Reina Isabel II de formar nuevo gobierno.
- 1856: en Venezuela, El Padre Macario Yépez saca en procesión a la Divina Pastora hacia Barquisimeto y se sacrifica por el cólera y anualmente se realiza una procesión en su honor a la virgen.
- 1858: en París (Francia), atentado contra Napoleón III cuando se dirigía a la ópera junto con la emperatriz Eugenia. Ambos resultaron ilesos.
- 1858: en España, Francisco Javier Istúriz Montero es nombrado presidente del gobierno.
- 1866: en Perú, el gobierno formula una declaración de guerra, al considerarse agraviado por el de España.
- 1866: en México se funda el Conservatorio Nacional de Música en la Ciudad de México.
- 1875: en España, Alfonso XII llega a Madrid para ocupar el trono.
- 1887: en Estados Unidos, el senado disuelve la secta de los mormones.
- 1897: en Argentina, el suizo Matthias Zurbriggen realiza la primera ascensión al monte Aconcagua.
- 1900: se estrena la ópera Tosca de Giacomo Puccini en el teatro Costanzi de Roma.
- 1907: en Jamaica, un terremoto de 6,5 grados en la escala sismológica de Richter destruye parcialmente la ciudad de Kingston, matando a más de 1 000 personas.
- 1913: Los Estados balcánicos reanudan las hostilidades contra el Imperio otomano.
- 1933: en Brasil, llegan a Manaos, en el Amazonas, las tropas colombianas que se enfrentarían a las peruanas que se habían apoderado de la ciudad colombiana de Leticia.
- 1935: aparece en Madrid (España) el primer número del diario Ya.
- 1937: en el marco de la guerra civil española, comienza la ofensiva de las tropas sublevadas contra Málaga.
- 1940: en el marco de la Segunda Guerra Mundial, tropas finlandesas penetran en la URSS por el frente de Kuhmo.
- 1942: en Washington (Estados Unidos), concluye la conferencia Arcadia, que decide el desembarco de los aliados en el norte de África.
- 1943: Conferencia de Casablanca entre Roosevelt, Churchill y los generales franceses Giraud y De Gaulle.
- 1943: en el marco de la Segunda Guerra Mundial, Japón comienza la Operación Ke, la operación exitosa para evacuar sus fuerzas de Guadalcanal durante la Campaña de Guadalcanal.
- 1944: en la Unión Soviética ―en el marco de la Segunda Guerra Mundial― el Ejército Rojo lanza la Ofensiva de Leningrado-Nóvgorov, que permite romper completamente el sitio de Leningrado y liberar de tropas nazis el norte de Rusia.
- 1945: Turquía abre los estrechos a los aliados.
- 1952: NBC, emite por primera vez el noticiero matutino y de conversación Today.
- 1953: Josip Broz Tito jura como presidente de Yugoslavia.
- 1959: en Buenos Aires, el presidente Arturo Frondizi privatiza el Frigorífico Municipal Lisandro de la Torre. Sus 9000 empleados comenzarán una huelga. Barricadas y atentados con bombas.
- 1960: se establece el Banco de la Reserva de Australia, el banco central del país y la autoridad de emisión de billetes.
- 1962: en Vietnam del Sur, protesta por la ayuda concedida por China Popular a Vietnam del Norte.
- 1965: en Irlanda, los primeros ministros de Irlanda del Norte y de la República de Irlanda se reúnen por primera vez en 43 años.
- 1968: la Unión Soviética lanza la Soyuz 4.
- 1971: Estados Unidos concede apoyo logístico a las fuerzas de Vietnam del Sur que combaten en Camboya.
- 1972:  En Dinamarca, Margarita II se convierte en reina tras el fallecimiento de su padre, el rey Federico IX.
- 1973: en Estados Unidos, Elvis Presley lleva a cabo el primer concierto de la historia transmitido vía satélite al mundo en el llamado Aloha from Hawaii.
- 1979: Jimmy Carter propone que el día del nacimiento de Martin Luther King sea festivo.
- 1982: se compone el primer gobierno andorrano, con Óscar Ribas Reig como jefe de Gobierno.
- 1985: El argentino Emilio Scotto, salió de su casa en Buenos Aires y 10 años después, el 2 de abril de 1995, se convierte en el Récord mundial del viaje más largo en motocicleta. Durante 10 años, 2 meses y 17 días cruzó todos los continentes excepto Antártida. Recorrió 280 países, islas, atolones y territorios de ultramar, en dos vueltas al mundo consecutivas, cubriendo una distancia sobre su moto de 735.000 kilómetros. Emilio condujo todo el viaje en una motocicleta Honda Goldwing GL1100 de 1980, bautizada durante el viaje the "Black Princess", la "Princesa Negra". Su motocicleta consumió 47.000 litros de combustible, 1.300 litros de aceite, 86 neumáticos, 12 baterías y 9 asientos.
- 1986: en Guatemala, el democristiano Vinicio Cerezo toma posesión de su cargo como presidente.
- 1987: el Gobierno español anuncia una nueva reconversión industrial, que supondrá la pérdida de 30 000 empleos.
- 1989: en Viena, los países de la OTAN y del Pacto de Varsovia acuerdan iniciar negociaciones sobre el desarme convencional en Europa.
- 1990: en Zaragoza, se incendia la discoteca Flying, dejando un balance de 43 muertos.
- 1991: en Guatemala, Jorge Serrano Elías asume la presidencia.
- 1992: en Mongolia, el Parlamento aprueba una nueva Constitución, que establece la democracia parlamentaria y el sufragio universal.
- 1992: se acuerda el Acta de Nueva York II, tratado de paz entre el FMLN y el gobierno de El Salvador.
- 1994: en Estados Unidos, se presentan las primeras imágenes tras la misión espacial del telescopio Hubble.
- 1994: en Rusia, los presidentes de Rusia (Borís Yeltsin), Estados Unidos (Bill Clinton) y Ucrania (Leonid Kravchuk), firman en Moscú un acuerdo tripartito para eliminar todos los misiles nucleares estratégicos exsoviéticos.
- 1996: en Portugal, el socialista Jorge Sampaio es elegido presidente de la República.
- 1996: en Guatemala, Álvaro Arzú asume a la presidencia.
- 1997: José María Gil-Robles es elegido presidente del Parlamento Europeo.
- 2000: en Guatemala, Alfonso Portillo asume la presidencia.
- 2001: en Estados Unidos, Sid Vicious (WWE) se fractura la tibia y el peroné en una lucha.
- 2004: en Guatemala, Óscar Berger asume la presidencia.
- 2008: en Guatemala, Álvaro Colom asume la presidencia.
- 2010: Yemen declara una guerra abierta contra el grupo terrorista Al Qaeda.
- 2011: en Túnez una serie de protestas y disturbios obligan al presidente Zine El Abidine Ben Ali a dimitir y abandona el país, refugiándose en Arabia Saudita.
- 2011: en España, la empresa de transporte canaria Global emite un comunicado dando inicio a la implantación de la tarjeta sin contacto, experiencia pionera en ese país.
- 2012: accidente marítimo, en el que un buque de Costa Cruceros encalla y naufraga, provocando la muerte a 25 personas y resultando heridas otras tantas.
- 2012: en Guatemala, Otto Pérez Molina asume la presidencia.
- 2014: en México, la Policía Federal y el ejército asumen el control de la seguridad en el estado de Michoacán.
- 2016: en Indonesia, se producen 5 explosiones y varias cadenas de atentados terroristas, se producen un saldo de 2 muertos (5 terroristas muertos) y 19 heridos.
- 2016: en Guatemala, Jimmy Morales asume la presidencia.
- 2019: En Irán se produce el Accidente del Boeing 707 de Saha Airlines, matando a 15 de las 16 personas a bordo del avión.
- 2020: finaliza el soporte de Windows 7 y Windows 10 Mobile.
- 2020: Alejandro Giammattei, asume la presidencia de Guatemala.
- 2021: Se lanza oficialmente el juego Lotus Reverie: First Nexus, Se celebra un año del fin de soporte de Windows 7.
- 2021: El presidente de la Nación Argentina, Alberto Fernández, promulga la Legalización del Aborto en Argentina, tras ser aprobada en la Cámara de Diputados y el Senado argentinos.
- 2024: En Dinamarca, la reina Margarita II abdica a favor de su hijo, el príncipe Federico, quien se convirtió en el rey Federico X.
- 2024: En Guatemala, Bernardo Arévalo asume la presidencia.

## Nacimientos
- 83 a. C.: Marco Antonio, militar y político romano (f. 30 a. C.).
- 1451: Franchino Gaffurio, compositor italiano (f. 1522).
- 1507: Catalina de Austria, reina portuguesa (f. 1578).
- 1684: Jean-Baptiste van Loo, pintor francés (f. 1745).
- 1702: Nakamikado, emperador japonés (f. 1737).
- 1705: Jean-Baptiste Charles Bouvet de Lozier, navegante y explorador francés (f. 1786).
- 1741: Benedict Arnold, general estadounidense (f. 1801).
- 1767: María Teresa Josefa de Austria, archiduquesa austriaca (f. 1827).
- 1801: Adolphe Theodore Brongniart, botánico francés (f. 1876).
- 1807: Hilario Ascasubi, poeta argentino (f. 1875).
- 1818: Agostino Todaro, botánico italiano (f. 1892).
- 1821: Jesús Terán Peredo, abogado, político y diplomático mexicano (f. 1866).
- 1835: Marcelo Spínola, religioso español (f. 1906).
- 1836: Henri Fantin-Latour, pintor francés (f. 1904).
- 1841: Berthe Morisot, pintora francesa (f. 1895).
- 1847: Charles René Zeiller, botánico francés (f. 1915).
- 1850: Jean de Reszke, tenor polaco (f. 1925).
- 1850: Pierre Loti, escritor francés (f. 1923).
- 1854: Paul Natorp, filósofo alemán (f. 1924).
- 1861: Mehmed VI, sultán otomano (f. 1926).
- 1875: Felix Hamrin, político sueco (f. 1937).
- 1875: Albert Schweitzer, teólogo, filósofo, musicólogo y médico misionero alemán, Premio Nobel de la Paz en 1952 (f. 1965).
- 1883: Nina Ricci, modista francesa de origen italiano (f. 1970).
- 1886: Hugh Lofting, escritor británico (f. 1947).
- 1886: Martin Niemöller, pastor luterano alemán (f. 1984).
- 1888: Manuel Lustres, político, periodista y escritor español (f. 1936).
- 1891: Ósip Mandelshtam, poeta ruso (f. 1938).
- 1892: Hal Roach, productor, cineasta y guionista estadounidense (f. 1992).
- 1892: Juan Antonio Scasso, arquitecto uruguayo (f. 1973).
- 1896: John Dos Passos, novelista estadounidense (f. 1970).
- 1897: Pedro Sainz Rodríguez, escritor y político español (f. 1986).
- 1899: Carlos P. Rómulo, político filipino (f. 1985).
- 1900: José Jesús González Gallo, político mexicano (f. 1957).
- 1904: Henri-Georges Adam, escultor y pintor francés (f. 1967).
- 1904: Cecil Beaton, fotógrafo británico (f. 1980).
- 1905: Takeo Fukuda, primer ministro japonés (f. 1995).
- 1905: Seki Sano, actor japonés (f. 1966).
- 1906: Alejandro Galindo, cineasta mexicano (f. 1999).
- 1906: William Bendix, actor estadounidense (f. 1964).
- 1908: Caridad Bravo Adams, escritora mexicana (f. 1990).
- 1908: Russ Columbo, cantante, violinista y actor estadounidense (f. 1934)
- 1909: Joseph Losey, cineasta estadounidense (f. 1984).
- 1909: Félix Likiniano, anarquista español (f. 1982).
- 1910: Aurelio Suárez, pintor español (f. 2003).
- 1914: Harold Russell, actor y veterano de guerra estadounidense (f. 2002).
- 1915: Javier Benjumea Puigcerver, empresario español (f. 2001).
- 1918: Dimitri Tsafendas, activista mozambiqueño que luchó contra el colonialismo y el apartheid (f. 1999).
- 1919: Giulio Andreotti, político italiano (f. 2013).
- 1920: Chava Flores, actor y compositor mexicano (f. 1987).
- 1921: Murray Bookchin, anarquista estadounidense (f. 2006).
- 1924: Fernando Álvarez de Miranda, político español (f. 2016).
- 1924: Guy Williams, actor estadounidense (f. 1989).
- 1925: Yukio Mishima, escritor japonés (f. 1970).
- 1926: Asunción Villamil, actriz española (f. 2010).
- 1928: Carlos Luis Álvarez, Cándido, periodista español (f. 2006).
- 1928: Enrique Sdrech, periodista argentino (f. 2003).
- 1928: Garry Winogrand, fotógrafo estadounidense (f. 1984).
- 1928: Luis Bambarén, obispo jesuita peruano (f. 2021).
- 1931: Caterina Valente, cantante, actriz y comediante italiana.
- 1931: Joseph Pérez, hispanista francés (f. 2020).
- 1932: Harriet Andersson, actriz sueca.
- 1933: Úrsula Acosta, escritora y ensayista germano-puertorriqueña (f. 2018).
- 1933: Stan Brakhage, cineasta estadounidense.
- 1934: Richard Briers, actor británico (f. 2013).
- 1935: Juan de Ribera Berenguer, pintor español (f. 2016).
- 1936: Reiner Klimke, jinete alemán (f. 1999).
- 1937: Erland Kops, jugador de bádminton danés (f. 2017).
- 1940: Georgie Dann, cantante francés afincado en España. (f. 2021).
- 1940: Wayne Hightower, jugador de baloncesto estadounidense (f. 2002).
- 1940: Julian Bond, activista estadounidense (f. 2015).
- 1941: Faye Dunaway, actriz estadounidense.
- 1942: Judith Merkle Riley, escritora estadounidense (f. 2010).
- 1943: Mariss Jansons, director de orquesta letón (f. 2019).
- 1943: Miguel Ángel Ladero Quesada, historiador español.
- 1943: Silvia Montanari, actriz argentina (f. 2019).
- 1943: José Luis Rodríguez, el Puma, cantante y actor venezolano.
- 1943: Ralph Steinman, inmunólogo canadiense (f. 2011).
- 1943: Holland Taylor, actriz estadounidense.
- 1944: Peter Fechter, primer joven asesinado por intentar pasar el muro de Berlín (f. 1962).
- 1946: Harold Shipman, asesino en serie británico (f. 2004).
- 1948: Carl Weathers, actor estadounidense famoso en su papel de Apollo Creed en la saga Rocky (f. 2024).
- 1949: Lawrence Kasdan, cineasta estadounidense.
- 1951: Carme Elías, actriz española.
- 1952: Carlos Morete, futbolista argentino.
- 1953: Elizabeth Dupeyrón, actriz mexicana.
- 1954: Cecilia Morel, primera dama chilena.
- 1954: Jim Duggan, luchador profesional estadounidense
- 1956: Ben Heppner, tenor canadiense.
- 1956: Rosina Lippi-Green, escritora estadounidense.
- 1956: Francis Mallmann, cocinero argentino.
- 1956: Luis Ventura, periodista, empresario y entrenador brasileño-argentino.
- 1957: Anchee Min, escritora china-estadounidense.
- 1959: Geoff Tate, músico estadounidense, de la banda Queensrÿche.
- 1959: Lars Høgh, futbolista danés (f. 2021).
- 1963: Steven Soderbergh, cineasta y guionista estadounidense.
- 1964: Mark Addy, actor británico.
- 1964: Omar Bello, publicista y periodista argentino (f. 2015).
- 1965: Shamil Basáyev, jefe militar de la guerrilla chechena (f. 2006).
- 1965: Toni Cantó, actor y político español.
- 1966: Marco Hietala, compositor, bajista y cantante finlandés, de las bandas Nightwish y Sinergy.
- 1966: Dan Schneider, productor de televisión estadounidense.
- 1967: Emily Watson, actriz británica.
- 1967: Zakk Wylde, roquero estadounidense, de la banda Black Label Society.
- 1968: LL Cool J, cantante estadounidense de rap.
- 1969: David Grohl, músico de rock estadounidense, de las bandas Nirvana y Foo Fighters.
- 1969: Jason Bateman, actor estadounidense ganador de un Globo de Oro.
- 1970: Fazıl Say, pianista y compositor turco.
- 1971: Manel Fuentes, periodista español.
- 1972: Raimondas Rumsas, ciclista lituano.
- 1973: Giancarlo Fisichella, piloto de automovilismo italiano.
- 1974: Federico Lussenhoff, futbolista argentino.
- 1974: Kevin Durand, actor canadiense.
- 1975: Alberto Olmos, novelista español.
- 1975: Rodolfo Sancho, actor español.
- 1975: Marta Nebot, periodista y actriz española.
- 1976: Ángel Gahona, periodista y reportero nicaragüense.
- 1976: Benoît Joachim, ciclista luxemburgués.
- 1976: Lorenzo Zúñiga Ocaña, futbolista español.
- 1977: Narain Karthikeyan, piloto de automovilismo indio.
- 1977: Iñaki Urrutia, humorista español.
- 1977: Yandel, cantante puertorriqueño, del dúo Wisin & Yandel.
- 1977: Gustavo Bezares, futbolista y entrenador español.
- 1977: Juan Pablo Raba, actor colombiano.
- 1978: Just Blaze, productor musical de hip-hop estadounidense.
- 1978: Kuno Becker, actor mexicano.
- 1978: Shawn Crawford, atleta estadounidense.
- 1978: Oscar Fabián Ibarra, futbolista chileno.
- 1979: David Bermudo, futbolista español.
- 1979: Kathy Anderson, actriz pornográfica y modelo erótica checa.
- 1979: Chris Albright, futbolista estadounidense.
- 1979: Angela Lindvall, modelo y actriz estadounidense.
- 1980: Cory Gibbs, futbolista estadounidense.
- 1980: Carlos Alvarado Quesada, político costarricense, presidente de Costa Rica entre 2018 y 2022.
- 1980: Yūko Kaida, actriz de voz japonesa.
- 1981: Abdelmalek Cherrad, futbolista argelino.
- 1981: Rosa López, cantante española.
- 1982: Víctor Valdés, futbolista español.
- 1982: Caleb Followill, músico de rock estadounidense, de la banda Kings of Leon.
- 1983: Alan Bahia, futbolista brasileño.
- 1983: José Oya, futbolista español.
- 1983: Elkin Barrera, futbolista colombiano.
- 1983: Cesare Bovo, futbolista italiano.
- 1984: Carlos Pérez García, futbolista español.
- 1985: Milos Malenović, futbolista suizo.
- 1985: Paolo Ortiz, futbolista paraguayo.
- 1986: Ronald Ramón, baloncestista dominico-estadounidense.

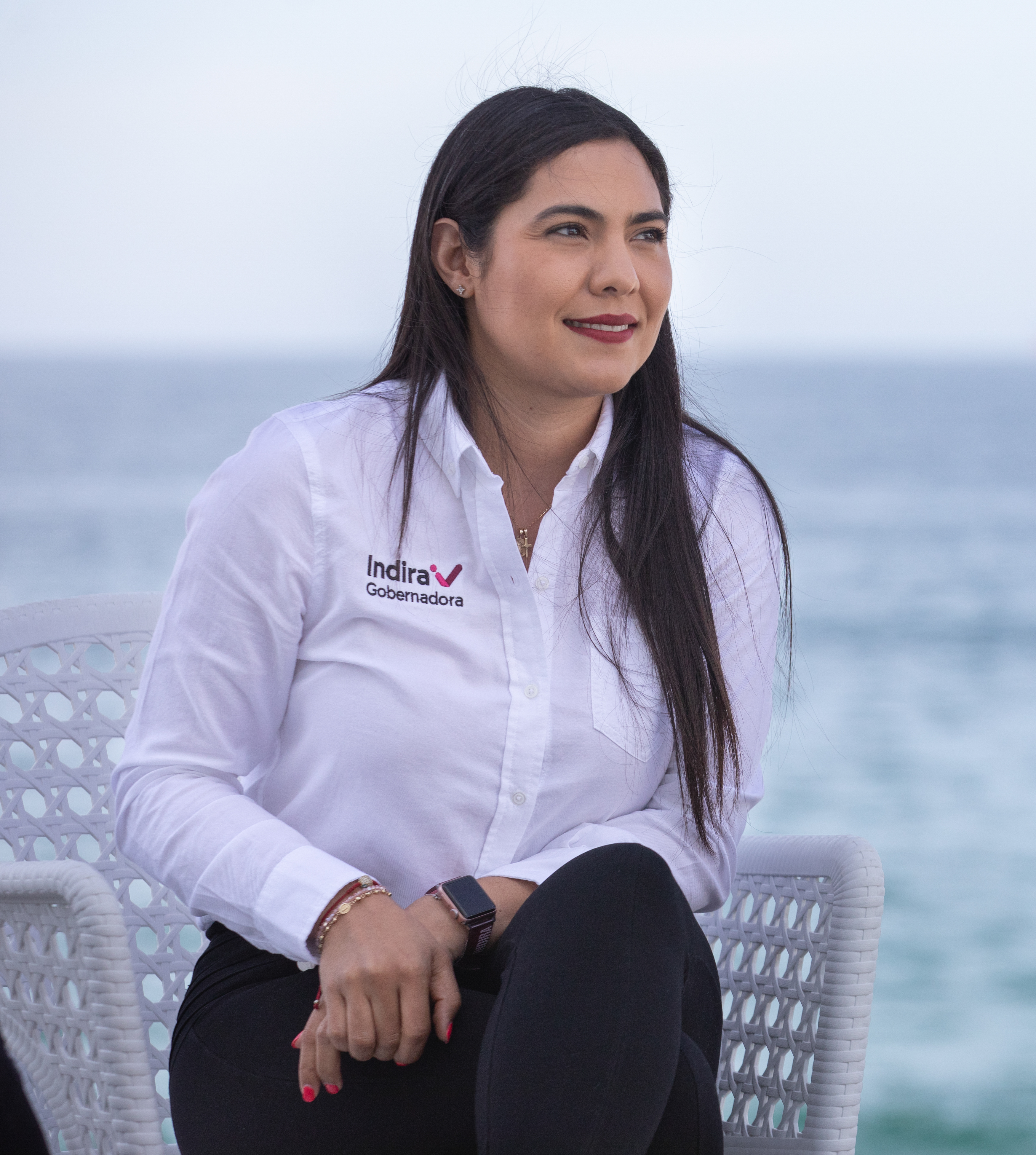
Indira Vizcaíno Silva

- 1987: Indira Vizcaíno Silva, política mexicana.
- 1988: Esther Borao Moros, ingeniera industrial española.
- 1988: Paulo Cárdenas, futbolista chileno.
- 1989: Inna Afinogenova, periodista rusa, directora de prensa del canal Russia Today.
- 1989: Frankie Bridge, cantante, actriz y bailarina británica, de la banda S Club 8.
- 1989: Chino Darín, actor argentino.
- 1989: Karine Thomas, nadadora canadiense.
- 1990: Grant Gustin, actor estadounidense.
- 1992: Robbie Brady, futbolista irlandés.
- 1994: Kai, bailarín, cantante, actor, rapero y modelo surcoreano.
- 1994: Ross Murdoch, nadador británico.
- 1994: Abi Phillips, cantautora y actriz británica.
- 1994: Eric Curbelo, futbolista español.
- 1994: Benjamin Bourigeaud, futbolista francés.
- 1994: Rodrigo Abascal, futbolista uruguayo.
- 1995: Robin Hendrix, atleta belga.
- 1995: Guillermo Cubillos, futbolista chileno.
- 1996: Caroline Arft, piragüista alemana.
- 1996: Justin Bibbs, baloncestista estadounidense.
- 1996: Nikita Chernov, futbolista ruso.
- 1996: Victor Edvardsen, futbolista sueco.
- 1996: Javier Rojas Iguaro, futbolista boliviano.
- 1996: Jon Gorenc Stanković, futbolista esloveno.
- 1996: Carlos Zamora, futbolista mexicano.
- 1996: Christian Rivera, futbolista colombiano.
- 1997: Bryan Segura, futbolista costarricense.
- 1997: Anastasía y María Tolmachovy, cantantes rusas.
- 1997: Evandro da Silva, futbolista brasileño.
- 1997: Francesco Bagnaia, piloto de motociclismo italiano.
- 1997: Juan Tejada, futbolista panameño.
- 1997: Cedric Teuchert, futbolista alemán.
- 1997: Josh Steel, baloncestista británico.
- 1997: Nikolay Obolskiy, futbolista ruso.
- 1998: Isabela Souza, actriz y cantante brasileña.
- 1998: Roman Fuchs, nadador francés.
- 1998: Niilo Mäenpää, futbolista finlandés.
- 1998: Aapo Mäenpää, futbolista finlandés.
- 1998: Odile van Aanholt, regatista neerlandesa.
- 1998: Sergio Díaz Sorroche, futbolista español.
- 1998: Gela Aprasidze, rugbista georgiano.
- 1999: Emerson Royal, futbolista brasileño.
- 1999: Karl Wallinius, balonmanista sueco.
- 1999: Lautaro Valenti, futbolista argentino.
- 1999: Sebastián Pereira Arredondo, futbolista chileno.
- 1999: Ștefan Berariu, remero rumano.
- 1999: Luciana Fuster, modelo peruana.
- 1999: Ivan Smirnov, ciclista ruso.
- 1999: Səid Nəcəfzadə, atleta azerí.
- 1999: Andrija Marjanović, baloncestista serbio.
- 1999: Francisco Montero Rubio, futbolista español.
- 1999: Declan Rice, futbolista británico.
- 1999: D'Andre Swift, jugador de fútbol americano estadounidense.
- 1999: Michael Flowers, baloncestista estadounidense.
- 2000: Jonathan David, futbolista estadounidense-canadiense.
- 2000: Line Christophersen, jugadora de bádminton danesa.
- 2000: Artem Petrov, piloto de automovilismo ruso.
- 2000: Luis Ingolotti, futbolista argentino.
- 2000: Verónica Herrera, futbolista venezolana.
- 2000: Edanyilber Navas, futbolista venezolano.
- 2000: Junior Angulo, yudoca ecuatoriano.
- 2000: Marios Vichos, futbolista griego.
- 2000: Mohammed Kna'an, futbolista israelí.
- 2000: Bartol Franjić, futbolista croata.
- 2000: Diego Valencia, futbolista chileno.
- 2000: Víctor Ramón Rosa Neto, futbolista brasileño.
- 2001: Cora Jade, luchadora profesional estadounidense.
- 2001: Anssi Suhonen, futbolista finlandés.
- 2001: Myron Boadu, futbolista neerlandés.
- 2001: Luiz Júnior, futbolista brasileño.
- 2001: Pablo Minissale, futbolista argentino.
- 2003: Martim Neto, futbolista portugués.
- 2005: Kim Yoo-bin, actriz surcoreana.
- 2005: Davit Lashkareishvili, remero georgiano.
- 2006: Agustín Ruberto, futbolista argentino.

## Fallecimientos
- 1331: Odorico de Pordenone, viajero y franciscano italiano (n. 1286).
- 1676: Francesco Cavalli, organista y compositor y cantante italiano (n. 1602).
- 1742: Edmund Halley, matemático y astrónomo británico (n. 1656).
- 1753: George Berkeley, filósofo irlandés (n. 1685).
- 1772: María de Gran Bretaña, consorte de Federico II (n. 1723).
- 1817: Pierre-Alexandre Monsigny, compositor francés (n. 1729).
- 1833: Gottlob Ernst Schulze, filósofo alemán (n. 1761).
- 1867: Jean Auguste Dominique Ingres, pintor francés (n. 1780).
- 1874: Philipp Reis, científico e inventor alemán (n. 1834).
- 1888: Stephen Heller, Pianista, compositor y profesor húngaro (n. 1813)
- 1892: Alberto Víctor de Clarence, aristócrata británico (n. 1864).
- 1898: Lewis Carroll, escritor y matemático británico (n. 1832).
- 1901: Víctor Balaguer, escritor y político español (n. 1824).
- 1901: Charles Hermite, matemático francés (n. 1822).
- 1909: Arthur William à Beckett, periodista británico (n. 1844).
- 1909: Zinovy Rozhestvensky, almirante ruso (n. 1848).
- 1920: Eduardo Liceaga, médico mexicano (n. 1839).
- 1942: Porfirio Barba Jacob, poeta y escritor colombiano (n. 1883).
- 1943: Tomás Soley Güell, economista e historiador costarricense (n. 1875).
- 1945: Arthur Wynne: constructor de crucigramas y editor británico (n. 1871).
- 1949: Joaquín Turina, compositor español (n. 1882).
- 1949: Amedeo Bassi, tenor italiano (n. 1872).
- 1952: Artur Kapp, compositor estonio (n. 1878)
- 1957: Humphrey Bogart, actor estadounidense (n. 1899).
- 1957: Irene Caba Alba, actriz española (n. 1899).
- 1958: José Miaja, militar español (n. 1878).
- 1961: Juan Antonio Aznárez, arzobispo católico y profesor de Sagradas Escrituras español.
- 1961: Barry Fitzgerald, actor estadounidense de origen irlandés (n. 1888).
- 1963: Louis Azéma, bajo y pintor francés (n. 1876)
- 1965: Jeanette MacDonald, cantante y actriz estadounidense (n. 1903)
- 1966: Curt Backeberg, horticultor alemán (n. 1894).
- 1972: Federico IX, rey danés (n. 1899).
- 1976: Juan D’Arienzo, músico tanguero argentino (n. 1900).
- 1977: Anthony Eden, político británico (n. 1897).
- 1977: Anaïs Nin, escritora francoestadounidense (n. 1903).
- 1977: Peter Finch, actor británico (n. 1916).
- 1978: Kurt Gödel, matemático austriaco (n. 1906).
- 1978: Robert Heger, compositor y director de orquesta alemán (n. 1886)
- 1978: Harold Abrahams, atleta británico (n. 1899).
- 1982: Juan José Espinosa San Martín, político español (n. 1918).
- 1984: Paul Ben-Haim, compositor y director de orquesta israelí (n. 1897).
- 1984: José Fernando Dicenta, actor y escritor español (n. 1929).
- 1984: Ray Kroc, empresario estadounidense (n. 1902).
- 1985: Ernst Hoffman (Lama Anagarika Govinda), escritor budista alemán (n. 1898).
- 1985: Jetta Goudal, actriz neerlandesa (n. 1891).
- 1986: Donna Reed, actriz estadounidense (n. 1921).
- 1986: Thierry Sabine, fundador del Rally Dakar (n. 1949).
- 1988: Georgi Malenkov, político soviético, primer ministro entre 1953 y 1955 (n. 1902).
- 1993: José Comas Quesada, pintor acuarelista español (n. 1928).
- 1994: Federica Montseny, sindicalista anarquista española (n. 1905).
- 1994: Delio Rodríguez, ciclista español (n. 1916).
- 1995: Esteban Laureano Maradona, médico argentino (n. 1895).
- 1999: Sabina Olmos, actriz y cantante argentina (n. 1913).
- 2000: Meche Barba, actriz mexicana (n. 1922).
- 2001: Julio Robles, torero español (n. 1951).
- 2002: Michael Young, sociólogo y político británico (n. 1915).
- 2003: Francisco José Iturriza, sacerdote católico venezolano (n. 1903).
- 2005: Aldo Braga, actor argentino (n. 1931).
- 2005: Ofelia Guilmáin, actriz española de la televisión y el cine mexicano (n. 1921).
- 2005: Jesús Soto, artista venezolano (n. 1923).
- 2006: Shelley Winters, actriz estadounidense (n. 1920).
- 2008: Judah Folkman, biólogo y médico oncólogo estadounidense (n. 1933).
- 2008: Lento Goffi, poeta, crítico literario y periodista italiano (n. 1923).
- 2009: Ricardo Montalbán, actor mexicano (n. 1920).
- 2010: Antonio Fontán, catedrático, periodista y político español (n. 1923).
- 2010: Andrés Pazos, actor uruguayo de origen español (n. 1945).
- 2011: José Paz Vélez, escultor e imaginero de Sevilla (n. 1931).
- 2011: Liu Huaqing, general del Ejército Popular de Liberación chino, padre de la modernización de la Armada (n. 1916)
- 2011: Sun Axelsson, poeta, novelista, traductora y periodista sueca (n. 1935).
- 2012: Arfa Karim, niña pakistaní, prodigio de la computación; paro cardiorrespiratorio (n. 1995).
- 2012: Txillardegi, político español (n. 1929).
- 2013: Conrad Bain, actor canadiense de nacionalidad estadounidense (n. 1923).
- 2014: Juan Gelman, escritor argentino (n. 1930).
- 2014: Mae Young, luchadora profesional estadounidense (n. 1923).
- 2015: Nélida Romero, actriz argentina (n. 1926).
- 2016: Franco Citti, actor italiano (n. 1935).
- 2016: Alan Rickman, actor británico (n. 1946).
- 2016: René Angélil, cantante canadiense (n. 1942).
- 2017: Alberto Ruiz Novoa, militar y político colombiano, ministro de Guerra de Colombia entre 1962 y 1965 (n. 1917).
- 2017: Nicolás del Hierro, escritor español (n. 1934).
- 2017: Zhou Youguang, lingüista chino (n. 1906).
- 2018: Dan Gurney, ingeniero y piloto de automovilismo estadounidense (n. 1931).
- 2018: Pablo García Baena, poeta español (n. 1923).
- 2019: Maty Huitrón, actriz mexicana (n. 1936).
- 2019: Paweł Adamowicz, político y jurista polaco, alcalde de Gdansk entre 1998 y 2019 (n. 1965).
- 2020: Carl McNulty, baloncestista estadounidense (n. 1930).
- 2020: Chamín Correa, músico mexicano (n. 1929).
- 2020: María Teresa La Porte, profesora universitaria española (n. 1961).
- 2020: Steve Martin Caro, músico de rock estadounidense (n. 1948).
- 2021: Carlos Armando Biebrich, político mexicano, gobernador de Sonora entre 1973 y 1975 (n. 1939).
- 2021: Leonidas Pelekanakis, regatista griego (n. 1962).
- 2022: Alice von Hildebrand, filósofa, escritora, profesora universitaria y teóloga católica belga-estadounidense (n. 1923).
- 2022: Anastasia Voznesenskaya, actriz soviética (n. 1943).
- 2022: Angelo Gilardino, guitarrista clásico, compositor y musicólogo italiano (n. 1941).
- 2022: Carmen de la Maza, actriz española (n. 1940).
- 2022: Leopoldo Valiñas Coalla, lingüista, investigador y académico mexicano (n. 1955).
- 2022: Ricardo Bofill, arquitecto español (n. 1939).
- 2022: Ron Goulart, escritor estadounidense (n. 1933).
- 2022: Thiago de Mello, poeta brasileño (n. 1926).
- 2024: Samantha Fonseca, política y activista por los derechos trans mexicana (n. 1987).

## Celebraciones
- Día Mundial de la Lógica.

- Día Internacional de las Cometas.[1]
Una cometa, también conocido como papalote, petaca, culebrina, piscucha, milocha, barrilete, pandorga, volantín, chichigua, chiringa, es un juguete artesanal hecho con elementos ligeros de madera y papel, con capacidad de volar. Coincide con el festival Uttarayan en India, que marca el inicio del verano según el calendario indio. Es famoso por la fabricación de cometas y su celebración en el estado de Guyarat.

- Día Mundial de Vestir a tu Mascota.[2]

Religiosas
- Año Nuevo Viejo o Año Nuevo Ortodoxo, de acuerdo con el calendario juliano:
  - celebrado en  Bielorrusia,  Bosnia y Herzegovina,  Georgia,  Macedonia del Norte,  Montenegro,  Rusia,  Serbia y  Ucrania.

- Marruecos: 
  - Año Nuevo Amazigh.[3]

 Por países
(Por orden alfabético)
- Cuba: 
  - Día del Trabajador Eléctrico.

- Estados Unidos: 
  - Día de la Ratificación. Día en que el Congreso de la Confederación ratificó el Tratado de París, que puso fin a la guerra de Independencia de los Estados Unidos, reconociendo oficialmente la independencia y poniendo fin al estatus del país como colonia británica.
(en inglés: Ratification Day).
  - Día de la Cesárea. Cirugía que ha salvado la vida de millones de mujeres y bebés en los últimos 200 años.
  - Día Vestir tu tu Mascota.
(en inglés: National Dress Up Your Pet Day).
  - Día del Sándwich de Pastrami Caliente.
(en inglés: National Hot Pastrami Sandwich Day).
  - Día de Organiza Tu Hogar.
(en inglés: National Organize Your Home Day).
  - Día de Llevar a un Misionero al Almuerzo.

- Georgia: 
  - Día de la Bandera Nacional.
(en inglés: Flag Day).

- Guatemala: 
  - Toma de posesión del presidente, vicepresidente, alcaldes y diputados.
(Cada cuatro años).

- Tailandia:
  - Día Nacional de la Conservación de los Bosques.
(en inglés: National Forest Conservation Day).

- Uzbekistán: 
  - Día del Defensor de la Patria.
(en inglés: Defender of the Motherland Day).

### Santoral católico

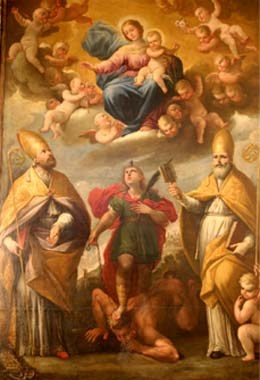
Pintura del : los santos Blas, Potito y León.

- San Potito de Sárdica, mártir. (imagen ilustrativa).
- San Glicerio de Antioquía, diácono y mártir.
- San Félix de Nola, presbítero (s. III/IV).
- Santos mártires del monte Sinaí, monjes (c. s. IV).
- Santa Nino de Georgia (s. IV).
- San Fermín de Gévaudan, obispo (s. V).
- San Eufrasio de Arvernia, obispo (515/516).
- San Dacio de Milán, obispo (552).
- San Fulgencio de Écija, obispo (c. 632).
- Beato Odón de Novara, presbítero (c. 1200).
- Beato Odorico de Pordenone Mattiuzzi, presbítero (1331).
- Beato Pedro Donders, presbítero (1887).

 Por países
- España,  Cuba y  Guatemala: 
  - Fiesta de la Divina Pastora.

- Venezuela:
  - Divina Pastora (Barquisimeto).